# Maníacos de Dnepropetrovsk
Los Maníacos de Dnipropetrovsk (en ucraniano: Дніпропетровські маніяки, en ruso: Днепропетровские маньяки, en inglés: Dnepropetrovsk maniacs) es el nombre que los medios de prensa internacionales le dieron a los asesinos responsables de una serie de asesinatos en Dnepropetrovsk, Ucrania en junio y julio de 2007. El caso logró notoriedad debido a las grabaciones de algunos de los crímenes, que fueron subidas a Internet. Dos varones de 19 años, Viktor Sayenko (en ucraniano: Віктор Саєнко; en ruso: Виктор Саенко) nacido el 6 de mayo de 1988 e Igor Suprunyuk (en ucraniano: Ігор Супрунюк; en ruso: Игорь Супрунюк) nacido el 20 de abril de 1988, fueron arrestados acusados de 21 asesinatos. Un tercer cómplice, Alexander Ganzha (en ucraniano: Олександр Ганжа; en ruso: Александр Ганжа) nacido el 16 de febrero de 1988, fue acusado de dos robos a mano armada que tuvieron lugar antes de los asesinatos, en marzo de 2007.a 
El 11 de febrero de 2009, los tres acusados fueron declarados culpables. Suprunyuk y Sayenko fueron sentenciados a cárcel de por vida, Ganzha recibió 9 años de prisión. Los abogados de Suprunyuk y Sayenko declararon que apelarían la sentencia.

## Comienzos
Los dos primeros asesinatos tuvieron lugar la noche del 25 de junio de 2007. La primera víctima fue Ekaterina Ilchenko, una mujer de 33 años que se dirigía a su casa después de tomar el té con su pareja. Según la confesión de Sayenko, él y Suprunyuk habían "salido a pasear". Suprunyuk llevaba consigo un martillo con el que golpeó a Ilchenko en un costado de la cabeza. El cadáver sería encontrado por su madre a las 5 de la madrugada. Una hora después del primer asesinato, los dos chicos atacaron a su siguiente víctima, Roman Tatarevich. Este dormía en un banco próximo a la escena del primer asesinato. La cabeza de Tatarevich fue brutal y repetidamente golpeada con objetos contundentes, hasta dejar su rostro irreconocible.
El 1 de julio, los cuerpos de otras dos víctimas, Evgeniya Grischenko y Nikolai Serchuk, fueron encontrados sin vida en la localidad vecina de Novomoskovsk. La noche del 6 de julio tres personas más fueron asesinadas en Dnepropetrovsk. La primera fue Egor Nechvoloda, un militar recientemente licenciado y que fue golpeado hasta la muerte cuando volvía a casa tras haber estado en un club nocturno. Su madre encontró el cuerpo sin vida por la mañana, cerca del edificio de apartamentos en la Calle Bohdan Khmelnystsky. Elena Shram, una vigilante nocturna de 27 años, fue asesinada cerca de una esquina en la calle Kosiora. Según la confesión de Sayenko, al aproximarse Shram al grupo, Suprunyuk le golpeó varias veces con el martillo que llevaba escondido bajo su camiseta hasta hacerla caer al suelo. La mujer llevaba una bolsa con ropa de la que Suprunyuk extrajo algunas prendas para limpiar el martillo, tras lo cual tiró la bolsa. Esa misma noche mataron a otra mujer, Valentina Ganzha (sin relación aparente con Alexander Ganzha), madre de tres hijos y con un marido discapacitado.
Al día siguiente, 7 de julio, dos chicos de 14 años del pueblo vecino de Podgorodnye fueron atacados a plena luz del día mientras pescaban. Uno de ellos, Andrei Sidyuk, fue asesinado, pero el otro, Vadim Lyakhov, consiguió escapar. 
El 12 de julio, un hombre de 48 años llamado Sergei Yatzenko desapareció cuando iba con su bicicleta de camino a ver a un nieto suyo. Su cuerpo fue encontrado cuatro días después, mostrando claras señales de haber sido atacado salvajemente. Su muerte fue grabado en video.
Trece asesinatos más siguieron a éstos, a menudo con múltiples cuerpos encontrados en el mismo día. Al parecer, todas las víctimas fueron escogidas al azar, si bien se inclinaban por las de apariencia más vulnerable: mujeres, niños, ancianos, vagabundos o personas ebrias.
La mayoría de las víctimas fueron asesinadas con objetos contundentes como martillos y barras de acero. Las golpeaban en la cara dejándolas irreconocibles. Muchas víctimas fueron torturadas y mutiladas, pero nunca las agredieron sexualmente. En algunos casos robaron a sus víctimas el teléfono móvil y otras pertenencias para venderlas en casas de empeño, aunque esta práctica no era habitual. Los asesinatos se fueron extendiendo en su radio de acción. Además de la ciudad de Dnepropetrovsk, algunos tuvieron lugar en las áreas del Óblast de Dnipropetrovsk.

## Investigación
No se relacionaron los asesinatos que se perpetraron hasta el 7 de julio con el ataque a los dos chicos en Podgorodnoye. Vadim Lyakhov, el superviviente, fue inicialmente puesto bajo arresto, sospechoso de haber asesinado a su amigo. No se le permitió pedir un abogado y fue golpeado por la policía durante el interrogatorio. En cualquier caso, se averiguó rápidamente que él no era el responsable de la muerte de su amigo, y que ese asesinato estaba conectado con la reciente masacre. Lyakhov cooperó con la policía para crear retratos robot de los atacantes.
Varios días después, el 14 de julio, una mujer de 45 años llamada Natalia Mamarchuk estaba conduciendo su scooter por el pueblo vecino de Diyovka. Al pasar por una zona arbolada, dos jóvenes corrieron hacia ella y la hicieron caer del ciclomotor. Entonces, tumbada en el suelo, la golpearon hasta la muerte con un arma contundente, posiblemente un martillo o una tubería. Cuando dejó de moverse, los jóvenes se subieron al scooter y huyeron. El ataque fue visto a cierta distancia por varias personas del lugar. Los persiguieron, pero rápidamente perdieron la pista de los atacantes. Dos niños vieron también el ataque desde cerca, escondidos a unos metros de donde Mamarchuk fue asesinada. Estos dieron una detallada descripción que coincidía con la que había dado Lyakhov previamente. Rápidamente se organizó un grupo de investigación en Kiev, comandado por el investigador criminal Vasily Paskalov. Unos 2.000 investigadores trabajaron en el caso.
En un principio la investigación fue llevada en secreto. Sin información oficial sobre la cadena de asesinatos, la población no fue puesta sobre aviso ante posibles ataques ni se facilitó la descripción de los homicidas. Aun así, los rumores relativos a los asesinatos mantuvieron a mucha gente en sus casas por las noches. Los investigadores distribuyeron selectivamente retratos de los sospechosos y listas de los objetos robados a las casas de empeño locales. Las propiedades robadas comenzaron a aparecer en las casas de empeño, concretamente en el barrio de Leninskiy de la ciudad. La asociación de los retratos con los objetos encontrados condujo a las autoridades hasta su objetivo.

### Arresto y Juicio
Los tres sospechosos fueron arrestados el 23 de julio de 2007. Suprunyuk quiso vender un teléfono móvil robado a una de las víctimas en una casa de empeños local a cambio de 150 hryvnias (unos 13 euros). Cuando encendió el teléfono para demostrar que funcionaba, su localización fue rastreada por los agentes de la ley. Suprunyuk y Sayenko fueron arrestados en el interior de la tienda, junto a la caja registradora. Ganzha fue arrestado en su domicilio, mientras intentaba deshacerse de los móviles arrojándolos por el inodoro. Los teléfonos pudieron ser recuperados, pero no así la información que pudiera haber en ellos, perdida en su totalidad.
Los tres fueron acusados de estar implicados en 29 incidentes distintos, incluyendo 21 asesinatos y 8 ataques en los que las víctimas consiguieron sobrevivir. Suprunyuk fue acusado de 27 de los crímenes, incluyendo los 21 asesinatos en primer grado, 8 robos a mano armada y 1 delito de maltrato animal. Sayenko fue acusado de 25 cargos, incluyendo 18 asesinatos, 5 robos y 1 cargo de maltrato animal. Ganzha fue acusado de 2 casos de robo a mano armada por el incidente ocurrido el 1 de marzo de 2007 en Dniprodzezhynsk.
Los tres confesaron rápidamente, aunque Suprunyuk retiró su confesión más tarde. El juicio comenzó en junio del 2008. Suprunyuk se declaró no culpable, mientras los otros dos imputados se declararon culpables de todos los cargos. Viktor Chevguz, el abogado defensor de Suprunyuk, abandonó el caso tras declarar su disconformidad al no haberse aceptado el alegato de demencia para su cliente. Los abogados de las familias de las víctimas argumentaron que el nivel de cuidados tomados por los asesinos durante su serie de crímenes demostraba que eran totalmente conscientes de sus acciones.
Las pruebas de la acusación incluyeron manchas de sangre en la ropa de los imputados y grabaciones en vídeos de los asesinatos. La defensa negó que las personas que aparecían en los vídeos fueran los sospechosos, alegando serios problemas en la investigación, como la existencia de al menos 10 asesinatos más de los presentados por la acusación, el supuesto encubrimiento del arresto de personas con poderosas conexiones que fueron liberados sin cargos, e incluso dieron los nombres de personas aparentemente implicadas en los crímenes. El caso fue instruido por varios jueces, siendo presidido por el juez Ivan Senchenko. La acusación pidió prisión de por vida para Sayenko y Suprunyuk, y 15 años de trabajos forzados para Ganzha.

### Sentencia
El 11 de febrero de 2009, el tribunal de Dnipro declaró a Sayenko y Suprunyuk culpables de asesinato premeditado y los condenó a cadena perpetua. También fueron condenados a quince años de prisión tras ser declarados culpables de los cargos de robo. Ganzha, que no participó en los asesinatos, fue declarado culpable de robo y condenado a nueve años de prisión.
El 24 de noviembre de 2009, el Tribunal Supremo de Ucrania confirmó las condenas a cadena perpetua impuestas a Sayenko y Suprunyuk en febrero de 2009. Ganzha no apeló su condena de nueve años.

## Sospechosos
Los tres sospechosos eran amigos de toda la vida y habían ido juntos a la escuela. 
Según entrevistas concedidas por sus familiares, Sayenko y Ganzha eran amigos desde muy pequeños. Suprunyuk se trasladó a la zona más tarde, y los tres se hicieron amigos en el tercer curso de Primaria. Los otros dos chicos habían sido buenos estudiantes hasta que se hicieron amigos de Suprunyuk, luego sus notas comenzaron a bajar. Uno de sus profesores advirtió que Suprunyuk era tímido y aislado, además provocaba peleas y con frecuencia se metía en problemas.
En quinto curso, los chicos tuvieron su primer roce con la ley cuando fueron encontrados lanzando piedras a trenes en movimiento.
En octavo, los tres sospechosos encontraron una afición común. Durante los interrogatorios, Sayenko declaró: "Igor (Suprunyuk) y yo teníamos miedo a las alturas, y teníamos miedo a ser apaleados por abusones"; Suprunyuk decidió que combatirían sus miedos, colgándose ambos chicos de la barandilla del balcón de su apartamento en un 14º piso. Esto resultó en un efecto positivo y lograron perder su miedo a las alturas. Ganzha resultó el más delicado de los tres: tenía fobia a la sangre, e incluso temía bañar a su gato por temor a hacerle daño. Suprunyuk propuso combatir este miedo torturando perros callejeros. Los chicos capturaban perros en una zona arbolada cercana a su casa, los amarraban a algún árbol, los destripaban y se sacaban fotografías junto a los cadáveres. Las pruebas de la acusación incluyeron varias de las fotos tomadas por los sospechosos. Algunas muestran a los jóvenes pintando esvásticas y otros símbolos con sangre animal y realizando el saludo fascista. En una de las fotografías, Suprunyuk lleva un pequeño "bigote hitleriano" pintado con sangre y posa junto a un perro muerto. A Suprunyuk le gustaba mencionar que había nacido el 20 de abril, el mismo día que Adolf Hitler. 
Un largo vídeo que mostraba a los tres jóvenes torturando a un gato blanco en el garaje de uno de ellos fue mostrado en el tribunal. Los tres sospechosos hacen una cruz con dos tablas de madera y clavan al gato en él, entonces le disparan con pistolas de balines y lo amordazan con cinta adhesiva para acallar los maullidos del animal.
Cuando tenían 17 años, Suprunyuk le dio una paliza a un chico para robarle la bicicleta, que vendió a Sayenko. Ambos fueron arrestados, pero no ingresaron en prisión debido a su edad.
Tras la secundaria, Ganzha tuvo varios trabajos, como por ejemplo en la construcción y en una pastelería. Luego estuvo desempleado algún tiempo. Sayenko iba a un instituto de metalurgia a tiempo parcial y trabajó como guardia de seguridad. Suprunyuk estaba desempleado oficialmente, pero conseguía dinero como taxista sin licencia utilizando su Daewoo Lanos verde. El coche era un regalo de cumpleaños de sus padres.
Algunos meses antes de la serie de asesinatos y con la ayuda de Sayenko y Ganzha, Suprunyuk llevó a cabo robos, tomando pasajeros en su coche a los que asaltaba. Un Daewoo verde con un cartel de taxi fue descrito como el vehículo utilizado en los crímenes. De acuerdo con las confesiones de los asesinos, algunas de las víctimas fueron recogidas como pasajeros en el coche de Suprunyuk. Ganzha declaró haber participado en un incidente durante el cual asaltaron a dos hombres, y se negó a tomar parte en futuros ataques.
Los medios locales informaron que los sospechosos tenían parientes ricos conectados con las fuerzas de la ley. Vladimir Suprunyuk, el padre de Igor Suprunyuk, en su entrevista con Segodnya declaró que había trabajado en Yuzhmash como piloto de pruebas, a menudo voló con Leonid Kuchma, el futuro presidente de Ucrania, y le sirvió como su piloto personal para vuelos nacionales después de que Kuchma alcanzase el poder. Las autoridades locales, incluyendo al diputado del Ministerio del Interior Nikolay Kupyanskiy, mencionaron en un principio las influencias de las familias de los sospechosos, pero luego negaron la declaración, alegando que los tres sospechosos venían de familias pobres. Sin embargo, Viktor Sayenko fue representado en el tribunal por su padre, Igor Sayenko, abogado.

## Motivación
La acusación no establece motivos concretos tras los asesinatos. La prensa dijo que los asesinos planeaban hacerse ricos con los vídeos de las muertes que grabasen. La novia de uno de los imputados (Ganzha) declaró que planeaban realizar cuarenta vídeos de distintos asesinatos. Esto fue corroborado por un antiguo compañero de clase, quien declaró que con frecuencia había oído que Suprunyuk estaba en contacto con un desconocido "rico propietario de una página web" que le había pedido cuarenta vídeos snuff por los que pagaría una gran cantidad de dinero una vez los tuviera grabados. El jefe de seguridad de la región, Ivan Stupak, rechazó el rumor de que los asesinatos fueran cometidos para hacer vídeos snuff para Internet, diciendo que durante la investigación no habían aparecido pruebas que avalasen esta teoría.
El detective Bogdan Vlasenko declaró: "Pensamos que han estado haciendo esto como un hobby con objeto de tener una colección de recuerdos para cuando sean viejos". El diputado del Ministerio del Interior Nikolay Kupyanskiy comentó: "Para estos jóvenes, el asesinato es como un entretenimiento o la caza"
En el juicio se mencionó que Suprunyuk coleccionaba recortes de periódico sobre el caso. Algunas de las fotografías tienen títulos añadidos, como por ejemplo "Los débiles morirán. Los fuertes conquistarán".

## Reportaje
La cadena de televisión chilena Mega realizó un reportaje de 70 minutos sobre este caso, que fue transmitido el 2 de septiembre de 2010 por el programa Aquí en vivo.  El reportaje se destacó por mostrar una amplia gama de fotografías y material de video inéditos sobre el caso.  De forma anónima, los realizadores obtuvieron una versión larga y sin editar del asesinato de Sergei Yatzenko, ocurrido el 12 de julio de 2007. Tal video fue mostrado al presentador de televisión Juan Andrés Salfate y al director de cine Jorge Olguín, el cineasta quedó tan perturbado que fue incapaz de verlo en su totalidad.